# F1: 본능의 질주
F1: 본능의 질주(Formula 1: Drive to Survive)는 넷플릭스와 포뮬러 원의 협력으로 만들어진 다큐멘터리 시리즈이다. 2018년부터 2021년 까지의 포뮬러 원 세계 챔피언십에서 선수들과 각 컨스트럭터 간의 비하인드 씬을 담아냈다.
2018년 포뮬러 원 시즌을 다루고 있는 첫번째 시즌은 2019년 3월 8일 넷플릭스에 공개되었으며, 2019년 시즌을 다루고 있는 두번째 시즌은 2020년 2월 28일 공개되었다.

## 줄거리

### 시즌 1: 2018 포뮬러 원 월드 챔피언십
포뮬러 원 콕핏 내부의 강렬함과 주요 선수들의 일상적인 생활을 10편의 에피소드에 담아냈다. 이 시리즈는 2018년 포뮬러 원 시즌을 다루고 있으며, 세계에서 가장 빠른 선수들과 관리자들을 보다 가깝게 지켜볼 수 있는 특별한 기회로서 소개되고 있다.

### 시즌 2: 2019 포뮬러 원 월드 챔피언십
시즌 1에서 주로 각 선수들에게 초점을 맞추었다면, 시즌 2에서는 각 팀에게 초점을 맞추고 있다. 저번 시즌에 출연하지 못한 페라리 팀과 메르세데스 팀을 비롯한 10개 팀들이 각 10개의 에피소드에서 소개된다. 시즌 2에서는 각 팀들 뿐만 아니라 "다니엘 리카르도의 르노 이적", "피에르 가슬리의 한 해", "취소된 벨기에 그랑프리" 등등 다양한 주제를 다룬다.